# Giuseppe Antonini (barone di San Biase)
Giuseppe Antonini (Centola, 14 gennaio 1683 – Giugliano, 6 gennaio 1765) è stato un geografo italiano.

## Biografia
Giuseppe Antonini, barone di San Biase, fu avvocato ed erudito, che ha legato il suo nome allo studio della storia e della topografia della Lucania e del Cilento. I suoi studi furono trasfusi nell'opera La Lucania, Discorsi, pubblicata per la prima volta nel 1745.

## Opere
- La Lucania, Discorsi, 1745
- Lettere polemiche indirizzate a Nicolas Lenglet Du Fresnoy e al correttore di lui M. Fazio
- Discussioni sulla Traslazione del corpo di S. Matteo a Salerno e sulla Cronologia dei vescovi Pestani di G. Volpi.